# Gastrozona fasciventris
Gastrozona fasciventris är en tvåvingeart som först beskrevs av Pierre Justin Marie Macquart 1843.
Gastrozona fasciventris ingår i släktet Gastrozona och familjen borrflugor. Inga underarter finns listade i Catalogue of Life.